# Förskollärare

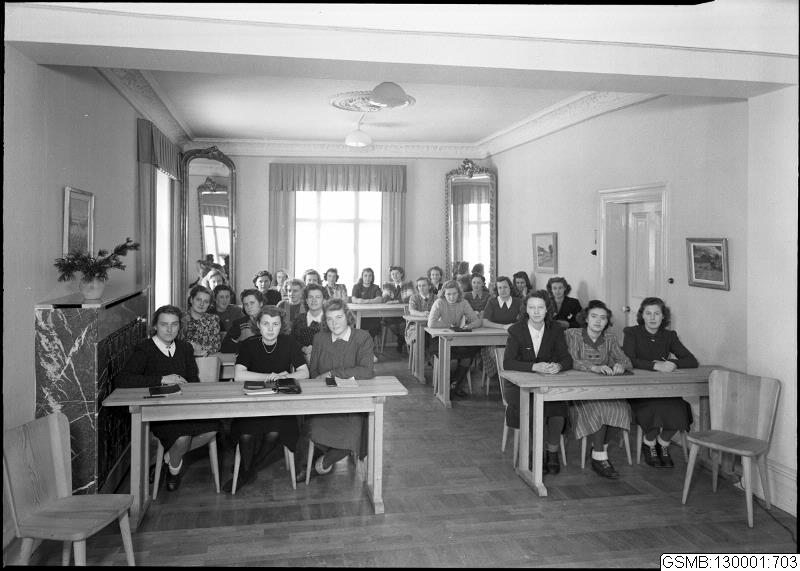
Förskollärarelever vid Göteborgs förskoleseminarium, troligen 1940-talet

Förskollärare, i Finland barnträdgårdslärare, kallas den som arbetar på en förskola och som har en för yrket anpassad pedagogisk utbildning.

## Historik
Den första finländska som var utbildad förskollärare var Hanna Rothman, som utexaminerades från Pestalozzi-Fröbel-Haus i Berlin i Tyskland 1882. 
I Sverige var yrkestiteln till att börja med barnträdgårdsledarinna och senare barnträdgårdslärarinna. Den första svenska som var utbildad förskollärare var Anna Eklund, som utexaminerades från Pestalozzi-Fröbel-Haus på 1890-talet. Hon organiserade också den första barnträdgårdsledarinneutbildningen i Sverige i privat regi i blygsam skala i anslutning till landets första barnträdgård.